# Episodi di Golia (prima stagione)
La prima stagione della serie televisiva Goliath, composta da 8 episodi, è stata interamente pubblicata negli Stati Uniti il 13 ottobre 2016 sul servizio on demand Amazon Video.
In italiano, la stagione è stata distribuita interamente il 17 febbraio 2017 da Amazon Video.
| nº | Titolo originale     | Titolo italiano        | Pubblicazione originale | Pubblicazione in italiano |
| -- | -------------------- | ---------------------- | ----------------------- | ------------------------- |
| 1  | Of Mice and Men      | Uomini e topi          | 13 ottobre 2016         | 17 febbraio 2017          |
| 2  | Pride and Prejudice  | Orgoglio e pregiudizio | 13 ottobre 2016         | 17 febbraio 2017          |
| 3  | Game on              | Game on                | 13 ottobre 2016         | 17 febbraio 2017          |
| 4  | It's Donald          | Sono Donald            | 13 ottobre 2016         | 17 febbraio 2017          |
| 5  | Cover Your Ass       | Parati il culo         | 13 ottobre 2016         | 17 febbraio 2017          |
| 6  | Line of Fire         | Sotto tiro             | 13 ottobre 2016         | 17 febbraio 2017          |
| 7  | Beauty and the Beast | La bella e la bestia   | 13 ottobre 2016         | 17 febbraio 2017          |
| 8  | Citizens United      | Cittadini uniti        | 13 ottobre 2016         | 17 febbraio 2017          |

## Uomini e topi
- Titolo originale: Of Mice and Men
- Diretto da: Lawrence Trilling
- Scritto da: David E. Kelley & Jonathan Shapiro

### Trama
Billy McBride è un avvocato spiantato che ha visto andare in frantumi la propria vita lavorativa e familiare. Fondatore dello studio Cooperman McBride, oggi un gigante nel settore dell'avvocatura con sedi in tutti gli Stati Uniti, Billy ne è stato estromesso e sta faticosamente cercando di reinventarsi, ma i clienti sono pochi e quindi trascorre la maggior parte del tempo al bar. L'ex moglie Michelle è invece rimasta nello studio, facendo carriera fino a diventare il braccio destro di Donald Cooperman, l'ex socio di Billy che adesso è l'indiscusso padrone della società. L'unico aggancio di Billy con la sua vecchia vita è rappresentato dalla figlia sedicenne Denise, verso cui è molto protettivo.
Patty Solis-Papagian, una collega di Billy che lavora nel settore delle infrazioni automobilistiche, gli sottopone il caso di Ryan Larson, fratello della sua vicina di casa Rachel. Due anni prima Ryan perse la vita in uno strano incidente avvenuto a bordo di un'imbarcazione della Borns Tech, l'azienda per cui l'uomo lavorava e che peraltro è cliente della Cooperman McBride. L'incidente fu archiviato come suicidio e i familiari di Larson non ottennero alcun indennizzo, poiché la responsabilità fu attribuita all'imprudenza del defunto. Billy decide di accettare il caso, vedendoci l'opportunità di vendicarsi contro la Cooperman McBride, evidentemente interessata a tenere nascosta la verità. Billy incontra Gina, la vedova Larson, che inaspettatamente crede alla versione ufficiale e non vuole scavare a fondo nella faccenda, accusando la cognata Rachel di non darsi pace. I sospetti di Billy trovano però conferma dal racconto di due pescatori che assistettero all'esplosione in cui morì Ryan. Nel frattempo, allertata da Gina, la Cooperman McBride è al lavoro su un'ingiunzione che blocchi l'iniziativa legale di Billy, volta a riaprire il caso Larson. Inaspettatamente Donald pretende che sia Lucy Kittridge, giovane e impacciata avvocato dello studio, soprannominata "Il topo" per la solerzia che mette nello studiare a fondo i dossier, a preparare l'ingiunzione. Questa scelta spiazza Michelle e Callie Senate, avvocato senior con molta più esperienza di Lucy, soprattutto perché la Kittiridge è famosa per balbettare alle udienze.
Billy allestisce uno studio di fortuna dentro un bar e ingaggia come assistente la prostituta Brittany Gold. Da quando ha iniziato a lavorare sul caso Larson, a Billy iniziano ad accadere cose strane, come la macchina ricoperta da pesci sventrati e un uomo con la macchina fotografica che lo pedina durante una cena con sua figlia Denise. Billy è fermato da un poliziotto che gli ordina di scendere dalla macchina. Davanti alla reazione di Billy, il quale ha chiaramente capito come si tratti di un motivo assolutamente pretestuoso perché non ha commesso alcuna infrazione alla guida, il poliziotto lo picchia facendogli perdere i sensi. Billy si risveglia dentro la guardiola del carcere, vedendo lo stesso paparazzo che lo osservava quella sera.

## Orgoglio e pregiudizio
- Titolo originale: Pride and Prejudice
- Diretto da: Alik Sakharov
- Scritto da: Jonathan Shapiro & David E. Kelley

### Trama
Uscito dal carcere, Billy si precipita in tribunale e scopre che, non essendosi presentato all'udienza, il suo ricorso è stato respinto. Nonostante la vittoria ottenuta, Donald vuole dare il colpo di grazia a Billy, reputandolo un avversario tenace che sicuramente non si lascerà abbattere. Infatti, Billy intende presentare ricorso al tribunale federale, ma Rachel non è dello stesso avviso e lo accusa di essere mancato all'udienza perché inaffidabile. Billy chiede l'aiuto di Patty, facendole capire che cause di forza maggiore gli hanno impedito di essere presente in tribunale. Patty intercede presso Rachel, convincendola a fare ricorso alla corte federale. Karl Stoltz, l'uomo che perseguita Billy, va a parlare con i pescatori Marquez per valutare se possono rappresentare un pericolo sul fronte dell'inchiesta.
Gina non prende bene la notizia che Billy farà ricorso al tribunale federale, attaccandosi a una lettera d'addio lasciata dal marito Ryan che avvalorerebbe l'ipotesi del suicidio. Brittany vuole tornare a prostituirsi, così presenta a Billy colei che la sostituirà come segreteria, un donnone di nome Marva, poco avvenente ma certamente più competente di lei. Billy parla con Michelle, accusando lo studio Cooperman McBride di essere responsabile del suo arresto e di tutte le cose strane che gli stanno capitando da quando sta lavorando al caso Larson. Leonard Letts, il responsabile legale della Borns Tech, non prende bene la notizia del ricorso di Billy e la riferisce al suo capo, Wendell Corey, il quale telefona a Donald per assicurarsi che il suo team riuscirà a bloccare l'attacco. Per volontà di Cooperman, Lucy farà parte della squadra in tribunale e Carrie la esorta a essere sicura di sé perché altrimenti Roston Keller, il giudice designato per l'udienza, soprannominato "lo Gnomo", se ne accorgerà.
Billy arriva tardi all'udienza, indisponendo il giudice Keller che liquida sbrigativamente la controversia, dando ragione alla difesa per mancanza di legittimità dell'istanza. Billy accusa il giudice di essere corrotto, venendo multato per oltraggio alla corte. In realtà il suo obiettivo era proprio quello di attaccare il giudice, ottenendo un'udienza disciplinare in cui presentare le prove che gli è stato impedito di mostrare. Billy e Rachel stanno uscendo dal tribunale, quando un van ad alta velocità travolge la donna uccidendola.

## Game on
- Titolo originale: Game on
- Diretto da: Bill D'Elia
- Scritto da: Jonathan Shapiro & David E. Kelley

### Trama
Billy promette alla defunta Rachel che riuscirà a vincere la causa in suo nome. Dietro l'incidente che ha condotto alla sua morte c'è Stolz, il quale si premura di far demolire il van nero utilizzato per l'omicidio. Billy e Patty intervengono al funerale di Rachel, dove il prete officiante Padre Anan li invita ad andarsene, non essendo persone gradite a Gina. In tribunale Keller è disposto a perdonare Billy, ritirando l'accusa di oltraggio, ma il querelato chiede di chiamare l'ex socio Donald a testimoniare e, provocando nuovamente il giudice, riesce a far calendarizzare l'udienza disciplinare. Billy è avvicinato da Jason, il figlio di Ryan, che non la pensa allo stesso modo di sua madre Gina circa la morte del padre e vorrebbe aiutare Billy. Costui vuole portare il ragazzino a testimoniare, facendo leva su un articolo di legge che consente a un minorenne di deporre anche senza il consenso dei genitori, nominando un tutore legale che sarà Patty. Billy affronta Ezekiel Sanders, il poliziotto che l'ha fermato e aggredito, minacciandolo di non provare più a far del male a sua figlia.
Billy accusa Padre Anan di essere invischiato nella cupola di omertà sulla morte di Ryan, poiché altrimenti non si spiegherebbe come mai ha organizzato un funerale in piena regola per un suicida, quando in passato si era sempre tirato indietro per questa categoria di "peccatori". Billy è disposto a presentare una denuncia contro il vescovo e lo stesso prelato. Keller intende applicare al caso Larson un protocollo speciale chiamato "programma dei casi complessi", vale a dire un iter superaccelerato che nelle sue intenzioni dovrebbe condurre a un rapido patteggiamento. In rappresentanza della Borns Tech, Letts spinge per questa soluzione, nonostante Wendell e Donald avessero concordato di andare fino in fondo. Puntando sul disaccordo nel team della difesa, dato che Callie è contraria al patteggiamento, Billy rifiuta la proposta economica perché afferma di possedere prove utili a riaprire il caso. Esse sono un video in diretta dell'esplosione in cui è morto Ryan e i detriti dell'imbarcazione, entrambe provenienti da Alejandro Marquez.
Contattando gli ex ingegneri della Borns Tech attualmente nelle liste di collocamento, Billy e Patty trovano un riscontro in Ned Berring. Ned spiega di essersi dimesso dalla Borns Tech a seguito di problemi psichiatrici insorti in quello che definisce un lavoro altamente stressante. Quando Billy gli mostra i detriti pescati da Marquez, Ned si agita perché appartengono a un progetto top secret della Borns Tech che stava testando un prodotto decisamente pericoloso, l'involucro di bombe alimentate a laser. Billy riesce a strappare a Ned una dichiarazione scritta che presenta al giudice Keller, assieme alle altre prove, convincendolo ad accogliere la sua istanza.

## Sono Donald
- Titolo originale: It's Donald
- Diretto da: Alik Sakharov
- Scritto da: Jonathan Shapiro

### Trama
Letts mostra a Donald e Callie un filmato delle armi di guerra della Borns Tech sulle quali Ryan Larson stava conducendo i suoi esperimenti. Donald è sempre più convinto che il modo migliore per poter vincere la causa sia sacrificare Letts, il quale nella sua posizione di consulente legale della Borns Tech rappresenta l'ideale capro espiatorio. Patty discute con Billy perché quest'ultimo, in un lampo di orgoglio, non vuole riconoscersi colpevole e patteggiare una condanna leggera nel procedimento a suo carico riguardo alla notte dell'aggressione da parte del poliziotto. In tribunale Billy ottiene lo scambio dei documenti della Borns Tech, mantenendo il riserbo sugli informatori che l'accusa ha sotto mano. Sul fronte della difesa Lucy si mostra stranamente combattiva, tanto da non balbettare e rifilare un paio di attacchi all'accusa. Jason riferisce a Billy che suo padre non era affatto contento di come stesse andando il progetto, tuttavia non riesce a spiegarsi le ragioni del suicidio.
Donald decide che Lucy sarà il primo avvocato del team dedicato al caso Larson. Questo indispettisce non soltanto le colleghe, vistesi scavalcare da una ragazza con meno esperienza di loro, ma anche Callie, invidiosa delle crescenti attenzioni del capo nei suoi confronti. Donald spiega a Carrie di apprezzare Lucy perché, contrariamente a lei, non fa troppe domande e quindi può rappresentare un'arma vincente. Callie si sfoga con Michelle, ricordandole che ai tempi avevano in serbo il progetto di aprire un loro studio. Billy ha grossi problemi a preparare Ned per la deposizione, poiché l'ingegnere è troppo agitato e continua a battibeccare con Patty. Sfrattata di casa, Brittany chiede aiuto a Padre Anan che le consiglia un dottore a cui rivolgersi in caso di necessità. La ragazza torna a lavorare per Billy, aiutando Patty e Marva a scaricare i faldoni prodotti dalla Cooperman McBride. Brittany rivela alle due donne che il litigio tra Billy e Donald ha avuto origine da un caso di omicidio, il primo della sua carriera, che Billy non riuscì a portare in tribunale per un vizio di forma. Quell'imputato, rimasto a piede libero, sterminò una famiglia e questo compromise i rapporti tra i due soci, precipitando Billy nel baratro dell'alcolismo.
Billy sorprende Michelle mentre sta amoreggiando con Callie. Stolz ritiene che i Marquez non possano essergli più utili, così li fa arrestare dalla DEA. Billy inveisce contro Padre Anan per aver consigliato a Brittany un dottore che è coinvolto nella sua rete occulta, promettendogli che presto riuscirà ad avere un mandato per visionare il suo computer. Dopo un accenno di colluttazione, Billy riesce a far dire al prete che Ryan non si sarebbe mai suicidato. Mentre sta lavorando nell'ufficio ormai deserto, Lucy è costretta a scappare perché all'improvviso inizia a suonare l'allarme antincendio. Precipitatasi all'ascensore, Lucy è trasportata nell'attico in cui ha sede l'ufficio di Donald, inaccessibile a quasi tutti i lavoratori dello studio. Lucy apre la porta e resta attonita nel vedere il grande capo completamente nudo dirle "sono Donald".

## Parati il culo
- Titolo originale: Cover Your Ass
- Diretto da: Anthony Hemingway
- Scritto da: Jonathan Shapiro

### Trama
È arrivato il giorno della deposizione di Ned alla Cooperman McBride. Il progetto a cui stava lavorando Ryan era chiamato XP200 e prevedeva l'impiego di sostanze per le quali la legge vietava la sperimentazione nell'oceano. Stoltz incolpa Billy della droga che i federali hanno trovato nella barca dei Marquez. Wendell annuncia a Letts che punta a riqualificare un'importante area per allargare la sua azienda, laddove altri colossi hanno fallito. Nervosa perché Donald ha stabilito che sarà Lucy a condurre la deposizione, Callie mette in chiaro con Michelle che vuole qualcosa di più dal loro rapporto, inducendola a richiedere l'emissione di un'ordinanza restrittiva nei confronti di Billy, facendogli divieto di avvicinarsi alla casa familiare. Brittany trova un'occasione per avvicinare l'agente Sanders, fingendo di aver inavvertitamente ammaccato la sua volante.
La deposizione di Ned inizia con alcune schermaglie tra Billy e Lucy. La ragazza viene continuamente interrotta da McBride, il quale ovviamente sfrutta la sua inesperienza per innervosirla e muovere obiezione su sottigliezze burocratiche. Letts decide di prendere in mano la situazione, oscurando la telecamera da cui Donald stava seguendo la deposizione, affinché sia Callie ad assumere il comando dell'accusa. Decisamente meno remissiva rispetto alla giovane collega, Callie estrae dal cilindro una prova che mette con le spalle al muro Ned. Tempo prima l'ingegnere aveva ripreso un rapporto sessuale con l'allora sua fidanzata, pubblicandolo online per vendetta una volta che si erano lasciati. Scappato in bagno per la vergogna, Ned non è più in grado di testimoniare e Callie può così ottenere lo stralcio della deposizione. Fortunatamente per Billy e il suo team arriva un'occasione di riscatto. Marva ha infatti trovato, tra gli scatoloni dei documenti prodotti dalla controparte, una copia della lettera d'addio di Ryan Larson in cui figura una frase non presente nella versione agli atti. Qui si menziona una capsula del tempo che l'uomo e suo figlio aveva sotterrato per un progetto scolastico. Al suo interno è presente un oggetto che Ned definisce "abominio", in grado di inchiodare la Borns Tech alle sue responsabilità. Gina finalmente realizza che molto probabilmente il marito non si è affatto suicidato.
Lucy sale nell'attico di Donald, dicendosi tradita perché non informata della storia del video su Ned. Donald replica che è stata molto brava, apprezzando soprattutto il fatto che lei non lo vede come un mostro per via delle ustioni sul volto, motivo del suo autoisolamento sull'attico. Quando Donald menziona il fratello di Lucy, la ragazza si schermisce e sente il bisogno di andare a sfogarsi nella piscina dello studio. Il suo nuotare è interrotto da Stoltz, desideroso di farle riferire un messaggio a Donald. Billy chiede a Padre Anan di testimoniare in aula. Il prete gli rivela di essere stato scomunicato, quindi ora non ha più niente da perdere e spera che ne sia valsa la pena. Wendell incontra Donald per sapere quanto devono preoccuparsi dell'ultima scoperta fatta da Billy.

## Sotto tiro
- Titolo originale: Line of Fire
- Diretto da: Lawrence Trilling
- Scritto da: Jonathan Shapiro

### Trama
Lucy ha ceduto alle lusinghe di Donald, accettando di diventare la sua partner sessuale. Questo si ripercuote sulle performance lavorative della ragazze, capace di mettere in difficoltà Gina e Jason nelle loro deposizioni. Uscendo dall'ultimo incontro, il già innervosito Billy esce di senno quando vede per l'ennesima volta Stoltz seguirlo e tenta di colpire la sua macchina con una mazza da baseball, procurandosi una slogatura alla mano. Inoltre, qualcuno ha fatto irruzione nel garage in cui Billy teneva i documenti della Borns Tech. Scavando nel passato di Lucy, Callie e Michelle scoprono che ha deciso di diventare avvocato per vendicare il fratello Adam, morto da soldato a Mosul. Denise sorprende la madre a letto con Callie, pregando suo padre di abbandonare il caso Larson per ritrovare la perduta serenità familiare.
L'avanzare delle indagini genera tensione dentro la Borns Tech. Letts è sempre più in disaccordo con le scelte di Wendell, ritenendo che il superiore abbia perso le sue capacità di giudizio e stia lasciando il timone in mano a Donald. Quando esprime le sue perplessità circa il tenere nascosto alle autorità gli elementi di cui è a conoscenza, Letts è invitato da Wendell a farsi da parte. Brittany è riuscita a consumare una sveltina con Sanders, riprendendola in un video che lei e Billy possono usare come arma di ricatto verso il poliziotto. Costui, onde evitare che il tradimento sia rivelato alla moglie, ammette che l'arresto di Billy gli era stato ordinato da Stoltz. Billy accompagna Ned a riconciliarsi con la sua ex fidanzata Lilly, sperando di convincerla a mettere da parte il suo legittimo disgusto per la faccenda del video, poiché serve il suo contributo per la battaglia in tribunale. Gina teme di perdere la casa, di cui la Borns Tech è comproprietaria.
Billy ottiene da un agente dell'antidroga, l'agente Farley, preziose informazioni sul conto di Stoltz. Quest'ultimo era un loro informatore, ruolo perso una volta appurato che dichiarava il falso. Dopo aver attaccato Michelle per non essergli abbastanza fedele, Donald le chiede di combinare un incontro con Billy al "solito posto". Billy si presenta all'appuntamento, intuendo da subito che il suo ex socio non vuole fargli la minima concessione e cerca semplicemente di intimorirlo. Donald riconosce all'avversario la stoffa di aver vinto qualche causa, però gli manca la capacità di forgiare una cultura aziendale e questo spiegherebbe la loro differente posizione. Invitato alla resa, al contrario Billy è determinato ad andare avanti perché ha capito che Donald teme di perdere. Tornando a casa, Billy è seguito da un'autocisterna che gli si avvicina a grande velocità. Riuscito a evitarla per il rotto della cuffia, Billy apre il bagagliaio della macchina e ci trova un agonizzante Stoltz.

## La bella e la bestia
- Titolo originale: Beauty and the Beast
- Diretto da: Lawrence Trilling
- Scritto da: Jonathan Shapiro & David E. Kelley

### Trama
Stoltz è morto e Billy si rifiuta di rispondere alle domande dei poliziotti, diventando così il principale sospettato del delitto. Terminato il colloquio, Billy ha un attacco di panico che mette in agitazione la figlia Denise, convinta che il processo lo stia logorando. Anche la salute di Lucy vacilla. Mentre sta esponendo la linea d'azione per il tribunale, improvvisamente riaffiora il suo problema della balbuzie. Benché si sia trattato di un mero attimo di défaillance, Donald si convince che Lucy balbetterà anche in aula e quindi stabilisce che Callie torni a essere l’avvocato principale. Brittany è fermata da Sanders che, con il chiaro intento di vendicare la faccenda del video, la fa scendere dalla macchina e inizia a strattonarla.
Il processo Larson vs. Borns Tech ha inizio con la selezione della giuria. Il giudice Keller minaccia però di bloccare tutto, non essendoci stati da parte dell'accusa passi avanti sul fronte delle deposizioni. Billy annuncia che è sua intenzione continuare la causa civile contro la Borns Tech per illecito e frode. L'arringa iniziale è tenuta da Patty, evidentemente poco abituata a ricoprire questo ruolo, con Billy che sceglie un atteggiamento defilato. Callie segna un successo per la difesa, portando alla luce che Ryan Larson stava tradendo la moglie e quindi il senso di colpa l'avrebbe indotto al suicidio. Farley consegna a Billy una fotografia che mostra l'utilizzo della bomba a grappolo sperimentata dalla Borns Tech in un teatro di guerra, ma Keller non l'ammette come prova. Nemmeno la testimonianza di Ned, reso facilmente inoffensivo da Callie per i suoi passati problemi psichici che ne minano la credibilità, porta acqua al mulino della difesa. Callie comunica a Lucy che le alte sfere dello studio hanno deciso il suo licenziamento, rinfacciandole che nessuno ricorderà il suo passaggio.
A corto di idee, Billy vuole chiamare a deporre Wendell Corey. Donald non vuole che Wendell salga sul banco dei testimoni, finendo per litigare con il manager che per ripicca svela pubblicamente come sia Donald Cooperman a stabilire le deroghe per l'utilizzo delle armi da guerra. Callie consegna a Billy la lista dei testimoni della difesa, dove compare un solo nome: Brittany Gold.

## Cittadini uniti
- Titolo originale: Citizens United
- Diretto da: Lawrence Trilling
- Scritto da: David E. Kelley & Jonathan Shapiro

### Trama
Il processo si avvia alle battute finali. Mentre Brittany accusa Billy di averla voluta usare per il caso, Donald ignora le preoccupazioni di Michelle ed è pronto per testimoniare in aula. La signora McBride  capisce che il litigo con Wendell era teso esattamente a questo, cioè essere citato in tribunale per affrontare Billy a viso aperto. Billy interroga il suo vecchio socio, chiedendogli conto della sua relazione con Lucy, ora passata dalla parte dell'accusa e pronta a testimoniare che lui conosceva Stoltz. Donald ribatte affermando che la Borns Tech è un'azienda da salvaguardare, visto il suo ruolo nel combattere i nemici degli Stati Uniti, ma nega ogni azione delittuosa nei confronti dei civili. Quando Billy gli chiede di confessare i suoi intrallazzi con Stoltz, prima che a sbugiardarlo sia Lucy, Donald si accascia e viene ricoverato in ospedale, dove gli è diagnosticato un ictus. Siccome Donald non è stato controinterrogato dalla difesa, il giudice stralcia la sua deposizione e ordina alla giuria di non tenerne conto.
Callie chiama Brittany a testimoniare, evidenziando come la prostituta sia stata una pedina nelle mani di Billy per perseguire i suoi scopi, vale a dire screditare l'agente di polizia Sanders. Nel controinterrogatorio Billy fa dire a Brittany che lui non le ha mai chiesto esplicitamente di filmare un rapporto sessuale con il poliziotto. Dal letto d'ospedale, Donald inizia ad avere paura circa le sue possibilità di ripresa e il futuro che può avere nello studio. Inaspettatamente Lucy, nonostante i recenti trascorsi, si stringe al suo vecchio capo e amante. Nell'arringa finale Callie definisce Billy uno speculatore che vuole gettare fango sulla Borns Tech, oltre che truffatore perché intende farlo usando ogni mezzo possibile, lecito o meno. La risposta di Billy, pur riconoscendo la bravura dell'avvocato Senate, sottolinea quella che è la sua missione di avvocato, ovvero combattere i giganti come la Borns Tech che non hanno scrupoli nella loro sete di potere.
La giuria delibera in favore di Billy. La Borns Tech è riconosciuta colpevole della morte di Ryan Larson, alla cui famiglia spetta un maxi risarcimento di 162000000 $. Callie offre a Billy un patteggiamento, versando una cifra inferiore alla famiglia Larson in cambio del mancato ricorso in appello. Billy chiede di parlare a tu per tu con Wendell, il quale racconta che Ryan Larson stava gettando nell'oceano il carburante per le armi perché la società avrebbe presto avuto un'ispezione e quella tipologia di carburante è assolutamente vietata. Wendell ignora che Billy lo ha registrato con il cellulare, consegnando la confessione all'agente Farley. Callie è licenziata dallo Cooperman McBride e pronostica a Michelle che sarà lei a diventare socia dello studio, riuscendo dove lei ha fallito, tuttavia la accusa di essere troppo defilata e lasciare che siano gli altri a bruciarsi nell'arena. Donald confessa a Billy che è lui il mandante dell'omicidio di Rachel, ma a morire avrebbe dovuto essere lui, escludendo quindi ogni possibile riconciliazione. Accettando come le cose tra loro non potranno cambiare, Billy torna alla sua umile vita.